# André Merlet
Pour les articles homonymes, voir Merlet.
André Merlet, né en 1950, est un botaniste français, spécialiste de l'étude des orchidées.

## Quelques publications
- Jean-Claude Guérin & André Merlet, Ophrys argensonensis, dans « L'Orchidophile » revue de la Fédération France Orchidées, n° 133: p. 173, 1998
- André Merlet, Jean-Claude Guérin & J.-M. Hervouët, Climbing Mount Marojejy in Madagascar, dans « L'Orchidophile » revue de la Fédération France Orchidées, n° 174: pp. 165–177, 2007
- André Merlet, Jean-Claude-Guérin & Jean-Michel Mathé, Les orchidées de Poitou-Charentes et de Vendée, Parhénope collection, éd. Biotope, 228 pp., 2007  (ISBN 2914817231)